# Palestra Futebol Clube (Sergipe)
El Palestra Futebol Clube (Sergipe) es un equipo de fútbol de Brasil que juega en el Campeonato Sergipano Serie A2, la segunda división del estado de Sergipe.

## Historia
Fue fundado el 1 de marzo de 1928 en el municipio de Aracaju, la capital del estado de Sergipe por un grupo de deportistas locales.
Luego de ingresar al Campeonato Sergipano en los años 1930 el club fue protagonista, ya que entre los años 1930 y años 1940 el club fue campeón estatal en tres ocasiones, además de ganar el Torneo Inicio en cinco ocasiones y ganar tres títulos de copa.
Posteriormente el club no ha ganado ningún título ni aun cuando el Campeonato Sergipano se volvió profesional, con la diferencia de que al ser profesional se volvió competitivo en las divisiones menores.

## Palmarés
- Campeonato Sergipano: 3

1934, 1935, 1949
- Festival Deportivo de Sergipe: 2

1931, 1936
- Torneo Inicio Sergipano: 5

1932, 1935, 1937, 1945, 1949
- Torneo Extraordinario de Sergipe: 1

1936